# Kundalini

## Etimologie
Cuvântul Kundalini (कुण्डलिनी, kuṇḍalinī) este derivat din cuvântul sanskrit kundal, care înseamnă răsucire, buclă. Reprezintă energia primordială prezentă sub forma a trei bucle și jumătate care se învârt sub formă de spirală la baza osului triunghiular de la baza coloanei vertebrale numit osul sacru (sacrum).

## Kundalini în scrierile hinduse
Există sute de referiri legate de Kundalini în scrierile hinduse. Potrivit textelor indiene, Kundalini este energia primordială, absolută, care are valențe de Mare Mamă, susține și dă naștere fiecărui lucru din universul cunoscut.

Kundalini este potrivit descrierilor antice încolacită asemenea unui șarpe în adormire. A fost descrisă în detalii foarte amănunțite în Upanishade și textele tantrice. Kundalini yoga era considerată yoga supremă dintre toate celelalte forme de yoga, iar trezirea energiei Kundalini era descrisă ca fiind calea supremă spre cunoaștere.
Gyaneswara, un sfânt faimos în India, din statul indian Maharashtra, născut în jurul anului 1275 e.n. o descrie pe Kundalini în capitolul șase al cunoscutei sale cărți Gyaneswari: Kundalini este energia supremă. Întregul corp al căutătorului începe să tremure din cauza apariției lui Kundalini. Impuritățile nedorite în corp dispar. Corpul dintr-o dată arată foarte proporționat, iar ochii sunt strălucitori și atractivi, iar pupilele se măresc.

Guru Nanak Dev (1496 e.n), alt mare înțelept indian a făcut referiri despre trezirea lui Kundalini menționând că în urma trezirii o inimă pură este asemeni unui vas de aur umplut cu nectar divin coborând din Dasham Dwar. (Bramharandra Chakra sau Sahasrara Chakra )

Shri Guru Granth, un alt înțelept hindus scria: Dumnezeu a făcut acest corp omenesc ca o casă cu șase chakras (centri energetici) și a stabilit lumina spiritului în el. Traversează oceanul lui Maya (iluzia universală) și întâlnește-l pe Dumnezeul etern care nu vine, nu pleacă și care nici nu se naște, nici nu moare. Când cele șase chakras ale tale sunt iluminate, Surati (Kundalini) distruge dezechilibrele.

Guru Vashistha a afirmat că această energie deține (este) cunoașterea absolută.

## Kundalini în Sahaja Yoga
Această școală de Yoga stipulează, în linia scrierilor hinduse, că trezirea lui Kundalini se poate face de către un maestru care deține cunoașterea supremă a lui Kundalini (guru). Potrivit lui Shri Mataji însă, trezirea lui Kundalini se poate face și fără efort, deoarece această energie este (în concordanță cu scrierile vechi hinduse) și energia dorinței pure din om. Manifestările acestei energii ar fi, potrivit înțelepților indieni, sub formă de vibrații - în sanscrită Chaitanya, percepută sub forma unor adieri răcoroase la nivelul corpului. Trezirea autorizată a lui Kundalini, în prezența unui maestru spiritual adevărat ar trebui să-i inducă discipolului o stare de calm, pace și bucurie, o senzație de răcorire a corpului, precum și starea de nirvichara, starea spirituală definită ca fiind o stare de fără gânduri, cu care începe Realizarea Sinelui. Potrivit vechilor înțelepți, odată cu obținerea acestei stări începe de fapt Yoga.